# Tupilác
Tupilác (románul: Tupilați) falu Romániában, Moldvában, Neamț megyében.

## Fekvése
A 208 G út mellett, Borșeni és Hanul Ancuțel közt fekvő település.

## Leírása
Tupilác községközpont, három falu, Arămoaia, Hanul Ancueți és Totoiești tartozik még hozzá.
A 2002 évi népszámláláskor 2419 román lakosa volt, melyből 2143 ortodox, 260 római katolikus, a többi egyéb volt.
2007-ben 2368 lakosa volt.